# Samuel Wainer
Samuel Wainer (n. 19 decembrie 1910, Edineț, Imperiul Rus – d. 2 septembrie 1980, São Paulo, São Paulo, Brazilia) a fost un evreu basarabean, proeminent jurnalist și editorialist brazilian.

## Biografie
Samuel Wainer s-a născut în târgul Edineț (acum oraș și centru raional din Republica Moldova) din ținutul Hotin, gubernia Basarabia a Imperiului Rus, în familia lui Haim și Dora Wainer. La vârsta de doi ani a emigrat împreună cu părinții în Brazilia (São Paulo). Familia a mai avut încă trei fii: Arthur, Jose și Marcos. Începând cu 1927 a studiat ca farmacist la Colégio Pedro II⁠(pt)[traduceți] din Rio de Janeiro. În timpul studiilor sale, a început să publice în jurnalul Asociației Studenților Evrei (São de Estudantes Israelitas). În 1933 a devenit editorialist pentru revista Diário de Notícias.
Wainer a fost timp de mulți ani reporter pentru Diários Associados și singurul jurnalist brazilian la Procesele de la Nürnberg.
În 1938 a fondat și a devenit redactor al revistei opoziționale pro-comuniste Diretrizes⁠(pt)[traduceți], iar în 1951 și a cotidianului pro-guvernamental Última Hora⁠(pt)[traduceți].  Începând cu pozițiile pro-comuniste și opoziția față de președintele Getulio Vargas, Weiner a progresat ulterior spre dreapta și a devenit un aliat apropiat al lui Vargas și unul dintre cei mai influenți jurnaliști din țară, cunoscut ca „Grande Samuel”. Începând cu 1964 a trăit în exil la Paris. În acest moment, ziarul Última Hora a fost transferat de la Rio de Janeiro la São Paulo, unde Weiner s-a întors câțiva ani mai târziu.
Prima soție (cs. 1933) a fost Bluma Shafir, un prieten apropiat și confident al scriitoarei Clarice Lispector.
A doua soție a fost jurnalista și modelul brazilian Danuza Leão⁠(pt)[traduceți] (sora cântăreței Nara Leão⁠(pt)[traduceți]), cu aceasta având trei copii: fiica Debora Weiner și fii Samuel Weiner (jurnalist, născut în 1955) și Bruno Wainer (producător, născut în 1960).
O școală din São Paulo (Escola Estadual Samuel Wainer) poartă numele jurnalistului în prezent.